# MVV in het seizoen 1970/71
Het seizoen 1970/1971 was het 17e jaar in het bestaan van de Maastrichtse betaaldvoetbalclub MVV. De club kwam uit in de Eredivisie en eindigde daarin op de 13e plaats. Tevens deed de club mee aan het toernooi om de KNVB Beker, hierin werd in de tweede ronde verloren van RCH (0–2).

## Wedstrijdstatistieken

### Eredivisie
|       | ADO   | Ajax  | AZ '67 | DWS   | Excelsior | Feijenoord | Go Ahead | Haarlem | Holland Sport | NAC   | N.E.C. | PSV   | Sparta | Telstar | FC Twente '65 | FC Utrecht | Volendam |
| ----- | ----- | ----- | ------ | ----- | --------- | ---------- | -------- | ------- | ------------- | ----- | ------ | ----- | ------ | ------- | ------------- | ---------- | -------- |
| Thuis | 0 – 1 | 1 – 0 | 1 – 0  | 2 – 0 | 0 – 0     | 1 – 1      | 0 – 1    | 1 – 1   | 0 – 1         | 3 – 1 | 2 – 0  | 0 – 3 | 3 – 3  | 1 – 1   | 0 – 2         | 6 – 0      | 0 – 0    |
| Uit   | 4 – 0 | 2 – 0 | 0 – 2  | 1 – 0 | 3 – 0     | 1 – 0      | 1 – 0    | 1 – 1   | 1 – 1         | 3 – 1 | 3 – 0  | 2 – 0 | 0 – 0  | 0 – 1   | 2 – 0         | 0 – 0      | 3 – 1    |

### KNVB beker
| 1e ronde                                        | MVV                                | 2 – 2 (2 – 0, 2 – 2) Na strafschoppen | Limburgia             |
| 16 augustus 1970 Plaats: Maastricht De Geusselt | Nico Mares 10', 15'                |                                       | 70', 79' Willy Coolen |
| 2e ronde                                        | RCH                                | 2 – 0 (1 – 0)                         | MVV                   |
| 8 november 1970 Plaats: Heemstede Sportparklaan | Jan Stoute 36' Cornelis Meijer 83' |                                       |                       |

## Statistieken MVV 1970/1971

### Eindstand MVV in de Nederlandse Eredivisie 1970 / 1971
| Stand | Gespeeld | Gewonnen | Gelijk | Verloren | Punten | Doelpunten voor | Doelpunten tegen |
| ----- | -------- | -------- | ------ | -------- | ------ | --------------- | ---------------- |
| 13e   | 34       | 8        | 10     | 16       | 26     | 28              | 42               |

### Topscorers
| #      | Naam            | Goal |
| ------ | --------------- | ---- |
| 1.     | Willy Brokamp   | 10   |
| 2.     | Ivan Mráz       | 7    |
| 3.     | Jo Bonfrère     | 3    |
| 3.     | Co Prins        | 3    |
| 5.     | Jan den Rooijen | 2    |
| 6.     | Johan Dijkstra  | 1    |
| 6.     | Harry Heijnen   | 1    |
| 6.     | Nico Mares      | 1    |
| Totaal | Totaal          | 28   |

| #      | Naam       | Goal |
| ------ | ---------- | ---- |
| 1.     | Nico Mares | 2    |
| Totaal | Totaal     | 2    |

## Voetnoten
ADO ·
Ajax ·
AZ '67 ·
DWS ·
Excelsior ·
Feijenoord ·
Go Ahead ·
Haarlem ·
Holland Sport ·
MVV ·
NAC ·
N.E.C. ·
PSV ·
Sparta ·
Telstar ·
FC Twente '65 ·
FC Utrecht ·
Volendam